# Eustaci (jurista)

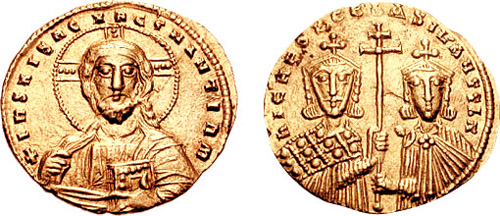
Histàmenon de Nicèfor II Focas (r. 963–969) i Basili II Bulgaròcton (r. 976–1025).

Eustaci (en llatí Eusthatius, en grec Εὐστάθιος) fou un famós jurista romà d'Orient del segle x de la noble família dels Malins, que tenia el rang de patrici, i va exercir diversos oficis a l'Imperi com ara jutge (λιτὸς κριτής), i qüestor sota els regnats de Romà II i Nicèfor Focas, i encara magister officiorum amb l'emperador Basili II Bulgaròcton. Constantí Porfirogènit explica que la seva família havia tingut una prosperitat ininterrompuda durant els últims 100 o 120 anys.
És conegut com a Eustaci Patrici, Eustaci Romà, i Eustaci Mestre. Va escriure l'obra coneguda per Romaia o Romaica o Biblion Romaïcum, dividida en el títols Περὶ Γυναικῶν, Περὶ Κληρονομίας i Περὶ Διαθηκῶν. Era un llibre de dret, però també d'interpretació del dret, ja que es citen diverses decisions judicials fetes per Eustaci. Constantí Harmenopul parla del deute que tenia amb aquesta obra per la quantitat d'informació que hi va treure quan va escriure la seva obra Πρόχειρον Νόμων.
Obra seva són també:
- Σημειώματα (Observacions).
- Μικρον κατα Στοιχεῖον (Synopsis Minor, d'autoria dubtosa), mencionat a la Basilica.
- Στοιχεῖον τοῦ Μαἶστορος, potser la mateixa obra que l'anterior.
- Ὑπόμνημα, de Duobus Consobrinis qui Duas Consobrinas duxerant, un tractat de l'any 1025.
- Περὶ Υ῾ποβόλου. El significat de la paraula Υ῾ποβόλου s'ha discutit molt, però sembla que es refereix al dret que té la dona, per ús o costum, a la mort del seu marit.
- Πεῖρα (Practica), que diversos escolis de la Basilica li atribueixen l'autoria, encara que devia ser escrita per algun jutge proper a ell. Consta de 75 títols formats per extractes de procediments judicials a Constantinoble realitzats per diferents jutges però especialment els judicis d'Eustaci.[1]